# Подвздошно-рёберная мышца
Подвздошно-рёберная мышца (лат. Musculus iliocostalis) — наиболее латеральная часть мышцы, выпрямляющей позвоночник. Прикрепляется к углам всех рёбер и поперечным отросткам шейных позвонков. Топографически в данной мышце выделяют три мышечных пучка.
Подвздошно-рёберная мышца поясницы (лат. Musculus iliocostalis lumborum) — начинается от заднего отдела латерального крестцового гребня и пояснично-грудной фасции. Направляется в сторону и вверх. Образуя 8—9 зубцов прикрепляется тонкими сухожилиями к углам 8—9 нижних рёбер.
Подвздошно-рёберная мышца груди (лат. Musculus iliocostalis thoracis) — начинается около углов нижних 5—6 рёбер, следует несколько косо кверху и кнаружи и прикрепляется тонкими узкими сухожилиями к углам верхних 5—7 рёбер.
Подвздошно-рёберная мышца шеи (лат. Musculus iliocostalis cervicis) — начинается от углов 5—7 верхних рёбер. Направляется косо вверх и латерально и тремя зубцами прикрепляется к задним бугоркам поперечных отростков IV, V и VI шейных позвонков.

## Функция
Функция мышцы идентична функции мышцы, выпрямляющей позвоночник.